# John Cotton (rugbysta)
John Cotton (ur. około 1863, zm. 8 września 1896 w Dublinie) – irlandzki rugbysta, reprezentant kraju.
W Home Nations Championship 1889 rozegrał jedno spotkanie dla irlandzkiej reprezentacji zdobywając wówczas przyłożenie.